# Skiflug-Weltmeisterschaft 2014
Die Skiflug-Weltmeisterschaft 2014 fand vom 13. bis 16. März auf der Čerťák-Skiflugschanze im tschechischen Harrachov statt. Harrachov war damit zum vierten und wegen der folgenden Stilllegung der Flugschanze vorerst letzten Mal Austragungsort der Skiflug-Weltmeisterschaft. Im Einzelwettbewerb wurde Severin Freund nach zwei Durchgängen am 14. März Weltmeister, da am folgenden Tag der Rest des Einzelwettbewerbs aufgrund irregulärer Windbedingungen abgesagt wurde. Der Teamwettbewerb wurde kurz vor Beginn am 16. März wegen des weiter vorherrschenden Sturms abgesagt. Titelverteidiger waren Robert Kranjec und das österreichische Team.

## Zuschlag
Die Betrauung erfolgte beim FIS-Kongress 2010, wobei es keine Gegenkandidaturen gab. (Quelle: FIS-Website über den FIS-Kongress in Antalya)

## Teilnehmer
59 Athleten aus 17 Nationen waren für die Startliste gemeldet. Am Teamwettbewerb konnten nur Nationen mit mindestens vier Startern teilnehmen, am Einzelwettbewerb nur maximal vier Springer pro Nation. Von letzterer Regel ausgenommen war die slowenische Mannschaft, da sie mit Robert Kranjec, dem Titelverteidiger im Einzel, einen zusätzlichen Springer in den Wettbewerb schicken durfte.
Die für die Qualifikation nicht berücksichtigten Springer sind kursiv, die für den Einzelwettbewerb qualifizierten Springer fett dargestellt. Die vorqualifizierten Springer sind zusätzlich mit (vq) markiert.
| - Deutschland (6) - Michael Neumayer - Severin Freund (vq) - Markus Eisenbichler - Andreas Wellinger - Marinus Kraus - Andreas Wank - Norwegen (6) - Rune Velta - Bjørn Einar Romøren - Anders Bardal - Anders Fannemel (vq) - Andreas Stjernen - Tom Hilde - Polen (6) - Kamil Stoch (vq) - Jan Ziobro - Maciej Kot - Klemens Murańka - Dawid Kubacki - Piotr Żyła | - Slowenien (6) - Jernej Damjan - Robert Kranjec (Titelverteidiger Einzel) (vq) - Jurij Tepeš (vq) - Peter Prevc (vq) - Tomaž Naglič - Nejc Dežman - Tschechien (6) (Gastgeber) - Roman Koudelka - Jakub Janda - Antonín Hájek - Jan Matura (vq) - Lukáš Hlava - Čestmír Kožíšek - Österreich (5) (Titelverteidiger Team) - Thomas Diethart - Stefan Kraft - Michael Hayböck - Gregor Schlierenzauer (vq) - Martin Koch | - Finnland (4) - Anssi Koivuranta - Lauri Asikainen - Sebastian Klinga - Ville Larinto - Italien (4) - Sebastian Colloredo - Davide Bresadola - Daniele Varesco - Andrea Morassi - Japan (4) - Shōhei Tochimoto - Noriaki Kasai (vq) - Reruhi Shimizu - Yūta Watase - Kasachstan (2) - Marat Schaparow - Radik Schaparow | - Russland (2) - Dmitri Wassiljew - Denis Kornilow - Schweiz (2) - Gregor Deschwanden - Simon Ammann (vq) - Vereinigte Staaten (2) - Anders Johnson - Nicholas Fairall - Estland (1) - Kaarel Nurmsalu - Frankreich (1) - Vincent Descombes Sevoie - Kanada (1) - MacKenzie Boyd-Clowes - Slowakei (1) - Tomáš Zmoray |

## Einzelwettkampf
Datum:

Qualifikation: 13. März 2014

1. Durchgang: 14. März 2014

2. Durchgang: 14. März 2014

3. Durchgang: 15. März 2014 (abgesagt)

4. Durchgang: 15. März 2014 (abgesagt)

### Qualifikation
Die Qualifikation gewannen Anders Bardal  und Dmitri Wassiljew mit Flügen  auf 191,5 und 193,5 Meter.
Nicht zu berücksichtigen sind in diesem Klassement die bereits vorqualifizierten Athleten, hierbei handelte es sich um die besten Zehn des Disziplinenweltcups Skifliegen.
| Platz | Name                | Land        | Punkte |
| ----- | ------------------- | ----------- | ------ |
| 01    | Anders Bardal       | Norwegen    | 186,2  |
| 01    | Dmitri Wassiljew    | Russland    | 186,2  |
| 03    | Roman Koudelka      | Tschechien  | 179,0  |
| 04    | Maciej Kot          | Polen       | 176,7  |
| 05    | Michael Hayböck     | Österreich  | 171,5  |
| 05    | Reruhi Shimizu      | Japan       | 171,5  |
| 07    | Stefan Kraft        | Österreich  | 166,5  |
| 08    | Jakub Janda         | Tschechien  | 166,1  |
| 09    | Bjørn Einar Romøren | Norwegen    | 165,9  |
| 10    | Andreas Wellinger   | Deutschland | 164,5  |

### Endstand nach 2 Durchgängen
| Platz | Name                     | Land        | Punkte |
| ----- | ------------------------ | ----------- | ------ |
| 01    | Severin Freund           | Deutschland | 391,0  |
| 02    | Anders Bardal            | Norwegen    | 379,9  |
| 03    | Peter Prevc              | Slowenien   | 375,6  |
| 04    | Noriaki Kasai            | Japan       | 374,6  |
| 05    | Kamil Stoch              | Polen       | 363,8  |
| 06    | Roman Koudelka           | Tschechien  | 362,6  |
| 07    | Anders Fannemel          | Norwegen    | 352,5  |
| 08    | Dmitri Wassiljew         | Russland    | 350,2  |
| 09    | Thomas Diethart          | Österreich  | 349,0  |
| 10    | Maciej Kot               | Polen       | 347,8  |
| 11    | Stefan Kraft             | Österreich  | 343,6  |
| 12    | Reruhi Shimizu           | Japan       | 343,4  |
| 13    | Andreas Wellinger        | Deutschland | 337,1  |
| 14    | Jan Matura               | Tschechien  | 333,2  |
| 15    | Jurij Tepeš              | Slowenien   | 331,4  |
| 16    | Simon Ammann             | Schweiz     | 331,2  |
| 17    | Lauri Asikainen          | Finnland    | 329,0  |
| 18    | Bjørn Einar Romøren      | Norwegen    | 327,7  |
| 19    | Vincent Descombes Sevoie | Frankreich  | 323,4  |
| 20    | Michael Hayböck          | Österreich  | 322,5  |
| 21    | Antonín Hájek            | Tschechien  | 321,3  |
| 21    | Jakub Janda              | Tschechien  | 321,3  |
| 23    | Gregor Deschwanden       | Schweiz     | 319,3  |
| 24    | Gregor Schlierenzauer    | Österreich  | 318,2  |
| 25    | Klemens Murańka          | Polen       | 316,9  |
| 26    | Rune Velta               | Norwegen    | 315,4  |
| 27    | Jan Ziobro               | Polen       | 312,4  |
| 28    | Anssi Koivuranta         | Finnland    | 308,2  |
| 29    | Robert Kranjec           | Slowenien   | 304,7  |
| 30    | MacKenzie Boyd-Clowes    | Kanada      | 298,5  |
| 31    | Tomaž Naglič             | Slowenien   | 149,2  |
| 32    | Shōhei Tochimoto         | Japan       | 142,9  |
| 33    | Jernej Damjan            | Slowenien   | 140,8  |
| 34    | Michael Neumayer         | Deutschland | 137,9  |
| 35    | Denis Kornilow           | Russland    | 137,7  |
| 36    | Yūta Watase              | Japan       | 137,6  |
| 37    | Kaarel Nurmsalu          | Estland     | 137,3  |
| 38    | Markus Eisenbichler      | Deutschland | 132,1  |
| 39    | Sebastian Colloredo      | Italien     | 118,6  |
| 40    | Davide Bresadola         | Italien     | 105,2  |

Nach der Qualifikation ausgeschiedene Springer
| Platz | Name             | Land       | Punkte |
| ----- | ---------------- | ---------- | ------ |
| 41    | Ville Larinto    | Finnland   | 119,0  |
| 42    | Sebastian Klinga | Finnland   | 117,4  |
| 43    | Anders Johnson   | USA        | 109,8  |
| 44    | Daniele Varesco  | Italien    | 103,0  |
| 45    | Radik Schaparow  | Kasachstan | 086,3  |
| 46    | Andrea Morassi   | Italien    | 085,2  |
| 47    | Tomáš Zmoray     | Slowakei   | 083,2  |
| 48    | Nicholas Fairall | USA        | 073,2  |
| 49    | Marat Schaparow  | Kasachstan | 066,2  |

## Ergebnisübersicht
| Datum         | Durchgang                 | Sieger                         | Zweiter            | Dritter            |
| ------------- | ------------------------- | ------------------------------ | ------------------ | ------------------ |
| 13. März 2014 | Qualifikation             | Dmitri Wassiljew Anders Bardal |                    | Roman Koudelka     |
| 14. März 2014 | 1. Durchgang              | Peter Prevc                    | Severin Freund     | Anders Bardal      |
| 14. März 2014 | 2. Durchgang und Endstand | Severin Freund                 | Anders Bardal      | Peter Prevc        |
| 15. März 2014 | 3. Durchgang              | Durchgang abgesagt             | Durchgang abgesagt | Durchgang abgesagt |
| 15. März 2014 | 4. Durchgang              | Durchgang abgesagt             | Durchgang abgesagt | Durchgang abgesagt |
| 16. März 2014 | 1. Durchgang Team         | Durchgang abgesagt             | Durchgang abgesagt | Durchgang abgesagt |
| 16. März 2014 | 2. Durchgang Team         | Durchgang abgesagt             | Durchgang abgesagt | Durchgang abgesagt |